# フアン・プホル・ガルシア

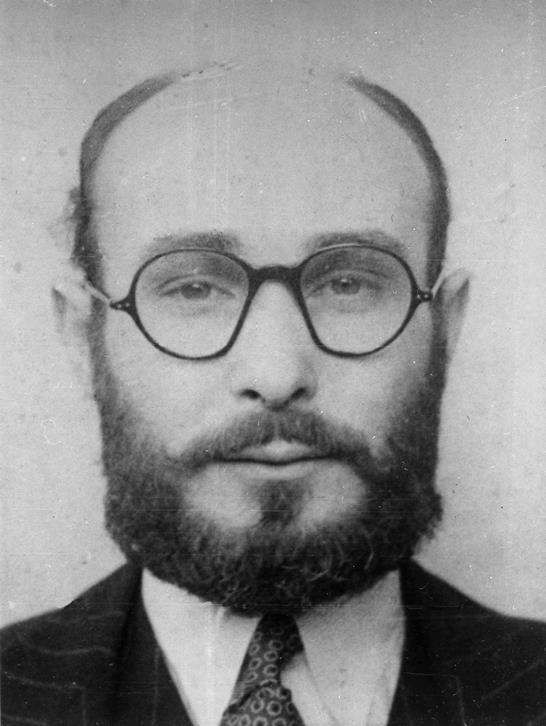
フアン・プホル・ガルシア

フアン・プホル・ガルシア（Juan Pujol García、1912年2月14日 - 1988年10月10日）は、第二次世界大戦時にナチス・ドイツに敵対する立場の二重スパイとして活動したスペイン人。ドイツからは「アラリック」、イギリスからは「ガルボ」のコードネームで呼ばれ、ノルマンディー上陸作戦に関する情報戦に重要な役割を果たし、ドイツから「鉄十字勲章」、イギリスから「大英帝国勲章」を授与された。
1949年に、MI5の協力により、マラリヤによって死亡したものと偽装され、その後はベネズエラのラグニリャスで書店とギフトショップを経営した。1984年にノルマンディー上陸作戦から40年を記念して開かれた祝賀会に招待され出席している。

## 概要
プホルは、スペイン内戦中に経験した様々な個人体験から、共産主義にも全体主義にも組しない性格となった。当初、彼は、英国のエージェントとなりたい意向で、妻と共にマドリードの英国大使館へ連絡したが、これは拒否された。その後、彼は、ナチスの熱狂的支持者と装い、ドイツ大使館に接触し、エージェントになることができた。彼は、ドイツ側から、英国に旅行し、他のエージェントをスカウトするように指示された。しかし、彼は、その代わりにリスボンに移り住み、イギリスに滞在しているかのようにふるまい、さまざまな公的情報源からイギリスに関する偽のレポートを作成した。プホルは、ドイツ側から、信頼できるエージェントとしての地位を確立した。
しかし、正確な情報を得ることが難しかしく、限界にきた時に、米国の仲介で、プヨルは、本来の目的であった英国当局に採用された。プホルには「ガルボ」というコードネームが与えられ二重スパイの本領を発揮することになった。プホルと彼の担当であったトマス・ハリスは、最初は手紙、後には無線でドイツの担当者と連絡を取りながら、架空のネットワークを拡大することに戦争の残りの時間を費やした。ドイツ側は、彼の構築した、架空の27人の諜報員のネットワークに資金を提供した。
プホルは、1944年のノルマンディー上陸作戦の時期、場所、規模についてドイツ軍を欺くことを目的とした「フォーティテュード作戦」（Operation Fortitude）の成功に重要な役割を果たした。彼が、ドイツ中枢に提供した偽情報は、ドイツ軍に、連合軍の主攻撃はパ・ド・カレーで行われる、と信じさせるのに役立ち、ドイツ軍は、連合国側の侵攻前、そして侵攻後も大規模な部隊をそこに駐留させた。

## 生い立ち
幼少期
1909年には、スペインのバルセロナでは、悲劇の一週間（セマナ・トラヒカ）と呼ばれる騒乱が発生した。急進派、社会主義者、無政府主義者が協力してストライキを組織し、教会、家屋、修道院が焼かれ、政治活動家や扇動家が人々を街頭に駆り立て、一週間の暴動を引き起こした。その後も、バルセロナでは街頭での戦闘、ストライキ、暗殺未遂、革命的を目指す暴動が頻繁に発生していた。
プホルは、綿工場を経営するカタルーニャ人ジョアン・プホルと、アンダルシア州グラナダ県モトリル出身のメルセデス・ガルシア・ギハロの間に、4人中3番目の子として、1912年2月バルセロナで生まれた。母親は厳格なローマ・カトリックの家庭の出身で、毎日聖体拝領を受けていた。父親は働き者で、自分で工場を所有するようになり、そこは黒の染色で知られていた。彼は、もっと世俗的で、リベラルな政治的信条を持っていた。経済的には裕福な家庭であった。
彼は、7歳の時、母親の希望により、バルセロナから32キロメートル離れたマタロにあるマリスト兄弟会（修道会）が運営するバルデミア寄宿学校に兄と共に預けられ、フランス語での授業の下、4年間そこで過ごした。生徒たちは、長期の休暇以外では、来客がある場合のみ日曜日に外出することが許されていたため、父親は毎週欠かさず学校まで列車で訪問に出かけていた。
13歳の時、父親のカード遊び好きの友人であるモンシニョール・ジョセップが経営するバルセロナの学校に転校し、そこで3年間過ごした。しかし、ある時、教師との口論になったことで、学校に残る気はなくなり、金物店の見習いとなった。

### 青年期
プホルは、アレニス・デ・マル（バルセロナ県マレスメ郡）の王立養鶏学校で畜産学を学び、唯一の学位を取得した。その後、映画館を含む様々な事業を経営するなど、様々な職業に従事した。1931年に、スペインに第二共和制が成立して数ヶ月後で、プホルが養鶏家としての教育を受けている間に父親は亡くなったが、家族に十分な生活費を残した。
1931年に、彼は、軍の義務兵役で、6か月間、バルセロナ港に近い軽砲兵隊に配属された。そこでは、乗馬も経験した。しかし、彼は、このような経験には興味が無かった。その後、彼は、バルセロナから北方に30キロメートルの場所で、養鶏場を経営していた。

### スペイン内戦に遭遇
1936年7月18日、スペイン内戦が勃発し、社会は混乱した。彼は、恋人の家に滞在し、その家族とともに、状況を見定めようとしていた。バルセロナは、産業が発達した一面、労働争議や革命気運で、殺傷問題が絶えず、共和軍側の拠点となっていた。国内状況は、軍部による単なるクーデターでは収まらず、３年も続く戦争となった。父が工場を持っていたことで、母と姉とその夫は、反革命側と見なされ逮捕された。彼らは、反革命分子として死刑になりかねない状況であったが、親戚に無政府主義の労働者組合CNTのメンバーがおり、何とか解放された。また、プホルの父親の工場は、内戦の初期に労働者に接収されてしまった。
共和軍側は、すべての兵役修了者を動員しており、彼も、兵士となるべきところであったが、共和党側によって家族が苦難を受けたので、共和党側には関与したくなく、引き続き恋人の家に隠れていた。しかし、12月に、近隣者の告発によって、警察がその家にやってきて、彼は、軍役忌避者として収監された。しかし、1週間後、保守系の救援組織「ソコロ・ブランコ」や友人の助けにより、共和党側の者と偽って救出されたものの、それ以降も隠れて生活することになった。1937年には、バルセロナ港の近くの、あるタクシー運転手の家族の家に隠れ住んでいた。ある時、その家族も立ち去ってしまったので、1人になった。週3回、知人のある女性が食料を届けてくれたが、発見されるかも知れない恐怖の中で生きており、20キログラムも体重を失い、20歳代であるにも関わらず、老人のような容貌になった。限界を感じていたある日、その女性が、偽造身分証明書を入手して持ってきてくれた。それには、兵役に当たらない年齢が記されており、隠れなくてもよくなった。
その後、古い友人で、労働者総同盟のリーダーになっている者がいて、地方の養鶏場の人に会ってはどうか、と示唆された。それらの養鶏場に当たってみると、養鶏学校時代の仲間を見つけることができたのは喜びであった。紹介されたのは、ヘローナ県にある養鶏場で、バルセロナからは遠く、しかも、フランス国境には、30キロメートルの地点であった。
彼は、いつか歩いて国境を越え、フランス側に逃れることを考えていた。養鶏の仕事は楽なものであって、彼は、リポイ市までの往復20キロメートルを毎日歩き、越境への訓練を課した。しかし、そういう時期に、ある多数の人々が越境の行軍をしていた時に、共和国軍の妨害に遭い、死者、負傷者、逮捕者等が出る出来事が発生した。この件は、彼に恐怖を与え、その後、国境警備は強化されたこともあって、彼の考えは行き詰った。

### 戦線へ
地元の共和党によって接収されていた養鶏場は、委員会によって経営されていたが、やがて経済的にうまくいかなくなった。彼は、共産主義を嫌い、辞職した。彼は、共和軍の前線に行って、反対側の戦列である国民軍に脱走すれば、より、彼らしい自由な生き方ができるのではないか、と考え始めていた。それで、共和軍の兵士募集所に行き、偽造の身分証明で応募したところ、問題なく採用された。兵士が足らなくなってきており、２週間の訓練で、前線に出るところであった。その時期に、電信の心得があるものはいないか、という要請で、彼は、それに応答した。兵隊の生活はいやであって、前線で死ぬ気はもうとう無く、新しい機会を望んでいた。
彼の任務は、前線と国際旅団などのいくつかの陣の間に通信用ケーブルを設置する役であった。1938年には、エブロ川周辺での空爆に遭い、兵隊間には恐怖が広がった。また。この頃の共和軍は、士気が落ちており、不満が多かった。食事は3食ともレンズ豆の煮物であった。それで、ある夕刻、3人の仲間と壕を飛び出した。追跡はあったが、奇跡的に国民党側へ逃げることができた。その後、サラゴサ、ビルバオ市へと護送された。その後、ビルバオのデウスト大学内で、囚人生活を送った。病気になった彼は、知人達に手紙を送り、助けてくれるように頼んだ。その中で、父の知人であって、ある修道会の上級神父になっていた人物が、遠方から訪問に来てくれ、彼の保証人となり釈放された。当時の国民党の本拠地であったブルゴスにて、気管支炎の診断を受け病院で過ごした。その後、前線に送られることもあったが、1938年、国民軍によりマドリードが陥落し、内戦が終了した。彼は、両方の軍にいたが、どちら側にも共感せず、１発も発砲することがなかったことを誇りに思った。

## マドリードにて
彼は、マドリードにいて、ある婦人と知り合いになった。彼女は、マジェスティックというホテルの所有者で、管理人を必要としていた。彼は、それに応じて住み込みとなった。しかし、そこは、国際旅団が占拠していてことで、損傷していた。
その頃、ある貴族の男性と知り合った。この男性は、ボルボン家につながる叔母なる女性達が、スコットランドのウイスキーを入手できないということで、不満をこぼしていた。プヨルは、ポルトガルのパスポートがあれば、彼が運転して、叔母を乗せていくことで、買って来れると提案した。これにより、彼は、その頃入手が難しかったパスポートを得ることができ、ウイスキーを持ってくることができた。1940年の春、彼は、ブルゴスで知り合ったガリシア州出身のアラセリ・ゴンザレスとマドリードにて結婚し、後に３子を得た。

## スパイ志願
1939年9月、英国がドイツに宣戦布告したことで、世界的な危機が生じた。彼は、戦況を見つつ、英国の為に何か貢献したいと考えていた。1941年1月に、スパイ志願の目的でマドリードにある英国大使館と接触した。しかし、彼は、マドリードにいたままで、何か空想の産物をつくる、というような考えはあったが、何をすべきか、何で貢献できるのか、などの具体的な提供できることがなく、大使館側でも、彼を採用する理由がなかった。
その後、彼は、逆に反対側のナチス・ドイツに近づく計画を立てて、その思想を学んだ。準備の後、彼は、ドイツ大使館に電話をして、熱心なナチス支持者という触れ込みで接触を図った。市中のカフェで面接をしたのは、コードネーム「フェデリコ」（フルードリッヒ・ナッペ＝ラティ）という人物であった。プヨルは、外交官のグループの友人がいる等のでまかせを言った。パスポートは持っているので、雑誌か新聞社の特派員として英国に行けば、情報を送ることができる、などの方向へと話が進んだ。フェデリコの要望は、イギリスに渡って情報を得るよう、というものであった。その後、彼は、作り話が頭に浮かんで、友人の助けで、ポルトガルへのビサを得ることができた。

## リスボン時代
プホルは、リスボンのホテルに領事館の職員という形で滞在した。そこから、英国へのビサを申請したが、うまくはいかなかった。当時の大使は、当のフランコ将軍の兄弟のニコラスであった。フェデリコとの接触の為、マドリードに戻らなければならないので、プホルは焦っていた。その頃、彼は、同じホテルに泊まっていたスペイン人で、外交ビサを持っていると得意に話している男と知り合った。プホルは、カジノにこの人物を誘い出し、自分は仮病を装ってホテルに戻り、彼のパスポートの写真を撮った。彼は、その写真をもとに、大使館の職員を装って、職人に印などを作成させた。
1941年春、マドリードに帰った彼は、フェデリコに５回会い、ロンドンに領事館の商務部へ派遣されるという偽装書類を見せて、彼を信用させスパイの任務を獲得することに成功した。フェデリコは、彼に、見えないインク液、スパイ記号、６００ポンドを渡した。ナチスの諜報機関アプヴェーアは、ゲルマン人の西ゴート族の王にちなんで、彼に、「アラリック」というコード名を与えた。また、後に彼が構築するサブエージェントのグループ名には、「アラベル」というコード名が与えられた。これは、ラテン語で「答えられた祈り」という意味であった。
1941年7月から、彼は、リスボンで、本格的に活動していたが、ここは、欧州諸国のスパイの活動拠点でもあった。ドイツ側にはイギリスにいるように装っており、その10月には、最初の報告をフェデリコに送った。ポルトガルは、親英国の土地柄であって、リスボンの図書館や映画のニュースフィルムから情報を得ることができた。彼は、「英国で複数の要員を確保した。」という作り話を報告した。彼はイギリス中を旅行したふりをし、イギリスの鉄道ガイドから得た料金をもとに経費報告書を送った。彼はイギリスの10進法以前の通貨制度（ポンド、シリング、ペンス）を理解していなかったため、最初は苦労したが、経費報告書を経費ごとに送り、後で合計を送ると主張することで問題を解決した。このような詳細においては、最大の注意が必要であった。
３回目の報告で、プホルは、「リバプールから５隻の船が出て、マルタ島に向かった。」という船乗りから聞いた情報を送った。これは、正確ではなかったものの、ドイツ側はこれを確認して、プホルへの信用を強めた。一方、英国側は、ドイツの通信の傍受で、彼が送った情報を探知しており、情報を流しているスパイが存在するとの認識で、警戒を強めた。しかし、ドイツ側は、より正確な情報を要求してきており、彼自身も他国の軍事情報を得ることには限界を感じており、全ての行動を断念して、欧州から逃げる覚悟もした。
1942年、米国が参戦した。この頃、彼の妻がリスボンの米国大使館と連絡をとった。彼は、米国軍パトリック・デモレスト（Patrick Demorest）海軍中尉と面会することができ、これまでの事情と彼の動機を話した。信用してもらえる証拠品は、ドイツのスパイ暗号等であった。高官は、英国当局と連絡を取り、「ポルトガルにいるスパイ」の存在が確認された。これにより、プヨルは、MI6のリスボンの責任者と会うことができた。

## 英国にて

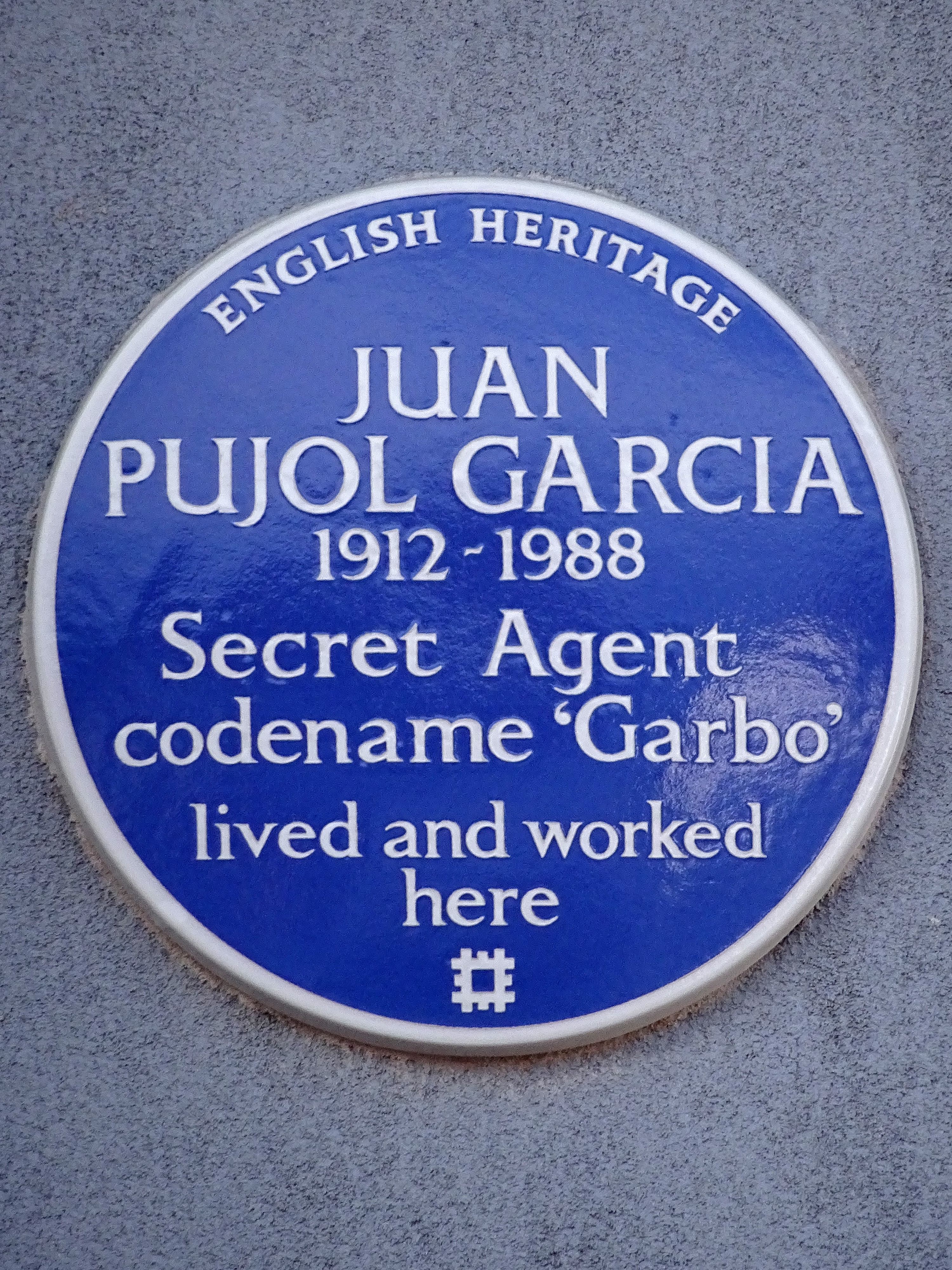
2020年にイングリッシュ・ヘリテージによって、ロンドン、クレスピぐにー・ロードに設置された記念プレート。「秘密エージェント“ガルボ”は、ここに住み働いた」

彼は、その後すぐに、英国当局の計らいで、タホ川に停泊中の船舶に乗って英領ジブラルタルに向かい、資金や文書を受け取った。そして1942年4月24日に飛行機でロンドンに到着した。ロンドンでは、MI5の２人の職員が出迎えた。その内の１人は、スペイン語をネイティブのように話す、トーマス・ハリスで、その後の重要なパートナーとなった。プホルには、当初、飲料濃縮物にちなんでボヴリルという名が付けられていた。当時のスペインに関する情報の責任者であったD・ブリストウは、ハリスの通訳の下、彼に、様々な質問をしたが、これは、機関を信用させるの十分なものであった。この経過で、彼の役者ぶりは、上司を感嘆させたことで、当時のハリウッド女優グレタ・ガルボにちなんで、「ガルボ」というコード名が与えられた。後に家族も英国に移送され、彼らは、ロンドン北部の目立たない家に住んだ。彼は、英語がほとんどできなかったので、午後は英語学校に通った。
彼は、XX委員会（ダブル・クロス・システム）の後援の下、二重スパイとして活動した。XX委員会は、ドイツ諜報員を突き止め、その後、二重スパイへ転向させて用いるという英国諜報機関の構想であった。プホルとハリスは協力して、ドイツが提供したリスボンの私書箱あてに、長文での315通の手紙を送った。プホルは、一時は、27人の架空のエージェントを操っていたが、彼の、最も苦労したところは、その多数のエージェントが、互いに相関性をもった情報を提供したようにみせかけ、作成することであった。それは、信憑性を失わない為に、矛盾しない産物でなければならなかった。ある時には、１人のドイツ人スパイが病気になったことで、死亡したということにして、死亡広告を出してドイツ側に信用させ、彼らは未亡人に見舞金を出す、ということまでにもなった。このようなエピソードが折々に発生した。
プホルの情報は、上司が作成した偽情報であったが、大部分は実際に起こったことを元にしていた混合の産物であった。ドイツ側の信頼は厚く、彼は、部下の分まで多額の報酬を受け取っていた。一方、文書による報告では、作戦の１つでもあったが、手紙の到着の遅れなどが生じたこともあり、ドイツ側は、より迅速な情報手段を求めるようになった。ハリスとプホルは、架空の無線通信士をエージェントに加え、1943年8月からは、より無線が使われることになった。
無線通信において、プホルは、ドイツが使用していた暗号システムを要求したことで、ドイツはこれを彼に提供し、これは、英国のブレッチレイ・パークにあった暗号解読所にもたらされた。スパイ「アラリック」は、暗号化した文書をマドリードに送り、そこでは、再びエニグマ暗号機によって暗号化され、ドイツに送られていた。

## フォーティテュード作戦

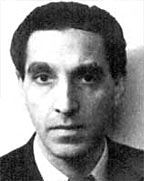
トマス・ハリスの写真

一方、連合国側では、フランスへの上陸作戦（オーヴァーロード作戦）が練られていた。その中の情報戦は、フォーティテュード作戦と名付けられていた。それは、ノルマンディー上陸作戦を成功させる為の欺瞞情報作戦であって、北方と南方の２つがあり、彼は、南方、ノルマンディーに関する情報提供を担当した。ガルボを中心とした英国側からは、1944年1月から6月6日までに、彼は500以上の無線メッセージをドイツ側に送った。この目的は、ナチス側に、フランスへの侵攻は、カレー海峡が本命であり、ノルマンディーへ行われる上陸は、ナチス側を引き付ける為の陽動作戦であることを信じさせることであった。この２つの地点は249キロメートル離れており、急遽の移動は困難であった。ガルボは、ノルマンディー上陸が成功した３日後にも、本隊は、カレーへ出動中というメッセージを送っていた。その為、ヒットラーは、実際に、これは本格的な侵攻ではないとおり信じており、7～8月にも、2個装甲師団と19個歩兵師団をカレーにて維持していた。それが、大きな偽情報であったことに気が付いた時には、既に、連合軍側の上陸作戦は大成功になっていた。このような状況資料は、現在も、帝国戦争博物館（英国）に、貴重な資料が保存されている。

## 表彰
1944年7月29日、ドイツ側は、このような偽情報にも拘わらず、この貢献を重要視し、ナチスは、「Alaric」こと、プホルに、鉄十字勲章を与えた。ドイツ軍は、この期間、プホルに、彼のエージェントネットワークの活動資金のために戦争中に34万ドル供給していた。また、大英帝国は、1944年の12月に「ガルボ」という名のプホルに、英国国民に限られていた大英帝国勲章を授与した。これは、欧州大戦における、両方の側から表彰を受けた珍しい例となった。

## 戦後の第ニの人生

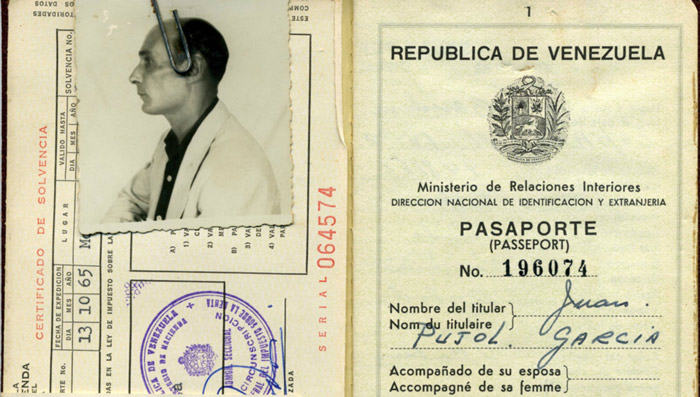
プホルのヴェネズエラ人としてのパスポート

### 無名の後半生
1945年５月に戦争は終了し、チームは解散になった。彼は、ソ連と連合国の協力は長続きせず、別の戦争が始まると考えていた。それで、彼は南米に行くことえを考えていた。6月には、ハリスと共に、米国等を周遊し、FBI長官との対面もあった。彼は、自分の住みたい平和な安定した民主主義国を探していたが、それは、ヴェネズエラになった。英国は、彼の為に1万5千ポンドを銀行経由で送った。
スパイ活動を理解し、助けていた妻は、経済的な理由やベネズエラの生活に慣れず、離婚に至たり、彼女は、３人の子供と共にスペインへ帰った。1948年、プホルは、ハリスの住んでいるスペインのマジョルカ島を訪問した。ハリスは記録の文書を書いていたが、プホルは、ナチスの残党から報復を受けるかも知れないという心配があり、「ガルボはアンゴラに渡り、1949年にマラリヤで死亡した。」と偽装することになった。その後、MI5の助けを得て、彼の行方は、英国の仲間でさえも知らない状況になった。
彼は、その後、ヴェネズエラで別の女性と結婚し、息子２人と娘１人を設けたが、娘は、1975年に20歳で死亡した。彼は、ヴェネズエラのランギニージャという地方に住み、無名の人物として、本屋、土産物屋、映画館などを経営した。彼は、その地を気に入っていたが、ビジネスはうまくいかず、多くの金を失った。そこでは、彼は、半分冗談で、自分はスパイだった、などと話をしていたこともあったが、誰も信じなかった。1984年、プホルは、長男のカルロス・ミゲルの住む首都カラカスに移り住んだ。

### 再会
一方、英国の軍事歴史家、著述家であるルペート・アーラソン（Rupert Allason ）は、ナイジェル・ウェスト（Nigel West）の名を使用して、スパイ物の本を著していた。1971年頃から、彼は、プホルついて、とても興味を持っていた。というのは、彼が、まさに小説に描いたような死に方をした、という点があり、彼は生きているかも知れないと思い、探していた。彼は、英国機関のスペイン関連者から、1984年3月、ガルボの本名を聞き出した。その姓名は、カタルーニャ地方では、ありふれた名であったが、彼は、助手にバルセロナ中の電話帳にあった同姓の番号に全部かけさせ、プホルの甥と連絡が取れた。このようにして、この著述家は、彼を探し出すことに成功した。アーラソンとプホルは、1984年5月に、ニューオーリンズで面会することができた。彼らは、1985年、そのスパイ戦の状況を共著として出版した。
1985年5月下旬、プホルは、英国を訪問し、旧同僚達と再開し歓迎を受けた。また、女王の夫君であるエジンバラ公への謁見もなされた。また、D-dayの記念式典に参加し、欧州各国を訪問し、メディアに現れた。さらに、故郷バルセロナも訪問し、彼の息子達とも再会することができた。
彼は、1988年、カラカスで、脳溢血で死亡し、彼の愛したチェロニの地に埋葬された。一方、前妻でマドリードに戻っていたアラセリは、その後、米国人の実業家と結婚し、アートギャラリーを開いた。彼女は、1990年に死去した。
他方、プジョルのパートナーだったトーマス・ハリスは、終戦後に保安局を去った。彼はほとんどの時間をスペインで過ごし、1964年にマジョルカ島で自動車事故に遭い死亡した。英国は、1999 年1月にトマス・ハリスが、プヨルとの作戦を報告したファイルを公文書館 (現在の国立公文書館) に公開した。この中では、ガルボが作り上げたエージェントをそれぞれ列挙し、実在の人物であるかのように経歴を記した内容が、描写されている。